# 4,7 cm armata przeciwpancerna Böhler
Böhler 4,7 cm – armata przeciwpancerna zaprojektowana w Austrii w 1935 i produkowana na licencji w wielu krajach, w czasie II wojny światowej używana zarówno przez państwa Osi jak i przez aliantów. Została zaprojektowana jako działo przeciwpancerne (przebijalność pancerza 43 mm z odległości 500 metrów), ale służyła także jako działo piechoty oraz broń oddziałów powietrznodesantowych.
Było to bardzo lekkie działo o niskim profilu i bez tarczy pancernej. Przewidziano możliwość demontażu kół na stanowisku bojowym, co jeszcze bardziej obniżało sylwetkę działa. Produkowano różne odmiany tej armaty – z hamulcem wylotowym i bez.
Największym producentem tej armaty były Włochy, gdzie była znana jako Cannone da 47/32 M35, używana była także przez armię holenderską (Kanon van 4,7) i rumuńską. Pewną liczbę dział zakupiła także Łotwa i Związek Radziecki, gdzie nosiły oznaczenie M35B. Po anektowaniu Austrii przez Niemcy austriackie armaty tego typu weszły na uzbrojenie Wehrmachtu jako 4,7cm Pak. W armii fińskiej znane były jako 47 PstK/35 (z hamulcem wylotowym) i 47 PstK/39W (bez hamulca wylotowego).
Niemiecki Waffenamt nadał tej broni oficjalne oznaczenie 4,7 cm Ik (Inflanterie-kanone) M35/36 oraz 4,7 cm PaK (ö) od Österreichische (austriackie) z planami rozmieszczenia tych armat na fortyfikacjach granicznych Wału Zachodniego.
W 1942 wojska brytyjskie zdobyły ponad 100 armat tego typu w czasie walk w Afryce Północnej i przez krótki okres były one używane przez oddziały drugiego rzutu. Niektóre źródła podają, że 96 armat tego typu ze względu na małą wagę i zadowalającą skuteczność zostało zaadaptowanych na użytek brytyjskich sił powietrznodesantowych – zmieniono w nich system celowniczy, zmodyfikowano podwozie umożliwiając zrzut na spadochronie oraz dodano celownik teleskopowy z armaty dwufuntowej.